# Karl Haag (Politiker, 1819)
Karl Haag (* 8. Februar 1819 in Neckargartach; † 18. Januar 1901 in Obereisesheim) war ein deutscher Schultheiß und Politiker. Von 1868 bis 1876 war er Mitglied in der Zweiten Kammer des Württembergischen Landtags.

## Leben
Haag war Landwirt und von 1866 bis September 1893 Schultheiß von Obereisesheim. Seine Eltern waren Johann Elias Haag, Bauer und Müller in Neckargartach, und dessen Frau Christine Magdalene Ludwig. 1848 heiratete Haag Friederike Louise Ludwig.
Bei der Wahl zur Abgeordnetenkammer 1868 trat er im Wahlkreis Heilbronn Amt gegen den seitherigen Abgeordneten Bernhard Nickel aus Heilbronn und gegen Samuel Bachmann aus Neckargartach (VP) an. In der Stichwahl setzte sich Haag gegen Bachmann durch. Bei der nächsten Wahl 1870 trat er wieder an und gewann deutlich gegen den Zählkandidaten August Becher. 1882 kandidierte er nochmals im selben Wahlkreis und erhielt zwar mehr Stimmen als Friedrich Reichert, der die Wahl 1876 gewonnen hatte, verlor aber in der Stichwahl gegen Georg Härle von der VP.